# Mark Hendrickson
Mark Allan Hendrickson (Mount Vernon, 23 giugno 1974) è un ex giocatore di baseball ed ex cestista statunitense, professionista nella NBA e nella MLB.

## Carriera nel baseball

### Inizi e Minor League (MiLB)
Hendrickson frequentò la Mount Vernon High School di Mount Vernon, Washington, sua città natale. Da lì venne selezionato la prima volta nel 13º turno del draft MLB 1992 dagli Atlanta Braves. Hendrickson scelse di non firmare e si iscrisse alla Washington State University di Pullman. Venne selezionato la seconda volta nel 21º turno draft 1993 dai San Diego Padres, ma non firmò. Nel 1994 lo scelsero gli Atlanta Braves nel 32º turno e nel 1995 i Detroit Tigers nel 16º turno. Nel 1996 venne selezionato dai Texas Rangers nel 19º turno.
Nel 1997, Hendrickson venne selezionato dai Toronto Blue Jays nel 20º turno. Firmò con la franchigia il 22 maggio 1998 e iniziò la carriera nella classe A-avanzata. Nel 1999 giocò nella Doppia-A, nel 2000 nella classe A-avanzata e nella Doppia-A e nel 2001 nella Tripla-A.

### Major League (MLB)

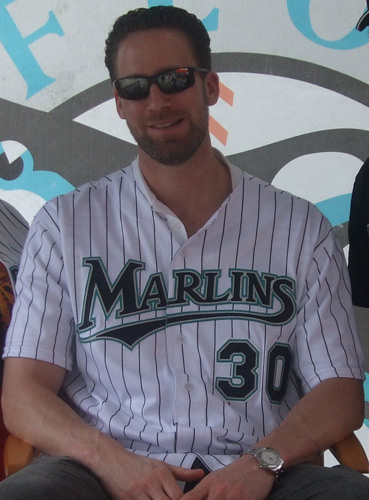
Hendrickson con i Marlins nel 2008

Hendrickson debuttò nella MLB il 6 agosto 2002, allo SkyDome di Toronto contro i Seattle Mariners, concesse nel ottavo inning, 3 valide, 5 punti e 2 basi su ball ed eliminò per strikeout un solo battitore, prima di essere sostituito. Concluse la stagione con all'attivo 16 partite disputate (4 da partente) nella MLB e 19 nella Tripla-A.
Il 14 dicembre 2003, i Blue Jays scambiarono Hendrickson con i Tampa Bay Devil Rays come parte di uno scambio fra tre franchigie che coinvolse anche i Colorado Rockies.
Il 27 giugno 2006, i Devil Rays scambiarono Hendrickson, Toby Hall e una somma in denaro con i Los Angeles Dodgers per Dioner Navarro, Jae Weong Seo e un giocatore da nominare in seguito. Lo scambio venne completato il 19 luglio, quando fu inviato Justin Ruggiano ai Devil Rays. Divenne free agent a fine stagione 2007.
Il 16 gennaio 2008, Hendrickson firmò con i Florida Marlins, franchigia con cui resto fine al termine della stagione, quando divenne free agent.
Il 31 dicembre 2008, firmò con i Baltimore Orioles, con cui rimase per l'intera stagione 2009, prima di diventare nuovamente free agent. Il 9 febbraio 2010, firmò nuovamente con gli Orioles. A fine stagione divenne free agent, ma il 31 gennaio 2011 rifirmò con la franchigia di Baltimora. Venne svincolato il 12 settembre a stagione in corso.
Dopo aver saltato la stagione 2012, Hendrickson rifirmò il 1º febbraio 2013 con gli Orioles, con cui giocò nella minor league. Divenne free agent a fine stagione.

### Leghe indipendenti, ritorno agli Orioles e ritiro
Dopo aver giocato la stagione 2014 con i York Revolution nella Atlantic League of Professional Baseball, una lega indipendente; Hendrickson tornò nuovamente nell'organizzazione della MLB, firmando per l'ennesima volta con gli Orioles, il 30 gennaio 2015, che tuttavia lo svincolarono il 16 marzo, prima dell'inizio della stagione regolare.
Hendrickson annunciò il suo ritiro il 31 marzo 2015.

## Allenatore
Il 27 febbraio 2017, venne reso pubblico che Hendrickson sarebbe stato il nuovo allenatore dei lanciatori degli Aberdeen IronBirds, squadra della classe A-avanzata affiliata ai Orioles.